# Згадуючи «Титанів»
«Згадуючи «Титанів» (англ. Remember the Titans) — американська молодіжна спортивна драма 2000 року режисера Боаза Якіна. Сценарій фільму заснований на реальній історії тренера Германа Буна і його досвіді поєднання афроамериканців і білих в одній шкільній команді з американського футболу в 1971 році.

## Сюжет
1971 року, у нещодавно об'єднаній середній школі TC Williams в Олександрії, штат Вірджинія, Герман Бун, чорношкірий головний тренер, який мав очолити футбольну команду середньої школи для чорношкірих, був призначений до тренерського штабу «Титанів» під керівництвом білих. У спробі пом'якшити зростаючу расову напруженість, шкільний округ вирішує змінити курс і призначити Буна головним тренером. Колишньому головному тренеру шкільної команди Біллу Йоасту, який раніше був номінований до Зали слави середньої школи Вірджинії, шкільна рада пропонує посаду помічника тренера, і він спочатку відмовляється, але переглядає своє рішення після того, як білі гравці обіцяють бойкотувати команду, якщо він не братиме участі в керуванні командою. Йоаст обіймає посаду координатора захисту при Буні.
Спочатку чорношкірі та білі члени команди часто стикаються у конфліктах на расовому ґрунті, зокрема між капітанами Джеррі Бертьє та Джуліусом Кемпбеллом. Однак завдяки наполегливим тренуванням та суворим спортивним вимогам Буна команда досягає расової гармонії. Після повернення команди з табору член шкільної ради сказав Буну, що, якщо він програє хоча б одну гру, його звільнять. Згодом «Титани» проходять сезон без поразок, борючись із расовими забобонами. Незадовго до півфіналу штату голова шкільної ради сказав Йоасту, що його буде введено до Зали слави після того, як «Титани» програють одну гру, натякаючи, що він хоче, щоб Бун був звільнений.
Під час гри стає очевидним, що судді налаштовані проти «Титанів». Йоаст розуміє, що вони упереджені, і виходить на поле, щоб попередити головного суддю, що якщо гра не буде проведена чесно, він піде до преси і влаштує скандал. Після цього «Титани» перемагають і виходять у фінал штату. Дії Йоаста щодо порятунку роботи Буна призвели до втрати його власної номінації у Залі слави.
Святкуючи одну з перемог, Джеррі Бертьє серйозно постраждав в автокатастрофі, і команда догравала сезон без нього. Десять років потому Бертьє гине в іншій автокатастрофі після того, як виграв золоту медаль у штовханні ядра на Паралімпійських іграх. На його похороні присутні колишні футбольні тренери та гравці «Титанів».

## У ролях
| Актор             | Роль                 |
| ----------------- | -------------------- |
| Дензел Вашингтон  | Герман Бун           |
| Вілл Паттон       | Білл Йоаст           |
| Вуд Гарріс        | Джуліус Кемпбелл     |
| Раян Герст        | Джеррі Бертьє        |
| Дональд Фейсон    | Піті Джонс           |
| Крейг Кірквуд     | Джеррі Гарріс        |
| Ітан Саплі        | Луї Ластик           |
| Кіп Парду         | Ронні «Саншайн» Басс |
| Гейден Панеттьєр  | Шеріл Йоаст          |
| Раян Ґослінґ      | Алан Бослі           |
| Берджесс Дженкінс | Рей Баддс            |
| Ніколь Арі Паркер | Керол Бун            |
| Кейт Босворт      | Емма Гойт            |

## Критика
Фільм входить до числа кращих фільмів про американський футбол. На Rotten Tomatoes фільм отримав оцінку 72% на основі 137 відгуків від критиків і 93% від більш ніж 250 000 глядачів.